# Copa dels Pirineus de 1913
Quarta edició de la Copa dels Pirineus o Challenge Internacional del Sud de França disputada l'any 1913.

## Quadre de competició
|  | Quarts de final              | Quarts de final              |                              |   | Semifinals | Semifinals |  |  | Final | Final |
|  |                              |                              |                              |   |            |            |  |  |       |       |
|  | 30 març - Barcelona          |                              |                              |   |            |            |  |  |       |       |
|  |                              |                              |                              |   |            |            |  |  |       |       |
|  | FC Barcelona                 | 7                            |                              |   |            |            |  |  |       |       |
|  | FC Barcelona                 | 7                            | 6 abril - Barcelona          |   |            |            |  |  |       |       |
|  | Casual SC                    | 0                            |                              |   |            |            |  |  |       |       |
|  | Casual SC                    | 0                            | FC Barcelona                 | 1 |            |            |  |  |       |       |
|  | 16 març - Barcelona          |                              | FC Barcelona                 | 1 |            |            |  |  |       |       |
|  |                              | RCD Espanyol                 | 3                            |   |            |            |  |  |       |       |
|  | RCD Espanyol                 | RCD Espanyol                 | 3                            |   |            |            |  |  |       |       |
|  |                              |                              | 8 juny – Barcelona           |   |            |            |  |  |       |       |
|  | FC Espanya                   |                              |                              |   |            |            |  |  |       |       |
|  | FC Barcelona                 | 7                            |                              |   |            |            |  |  |       |       |
|  | FC Barcelona                 | 7                            | 2 març - Bordeus             |   |            |            |  |  |       |       |
|  |                              | La Comète et Simiot Bordeaux | 2                            |   |            |            |  |  |       |       |
|  | La Comète et Simiot Bordeaux | La Comète et Simiot Bordeaux | 2                            | 4 |            |            |  |  |       |       |
|  | La Comète et Simiot Bordeaux | 6 abril - Tolosa             |                              | 4 |            |            |  |  |       |       |
|  | Stade Toulousain             | 3                            |                              |   |            |            |  |  |       |       |
|  | Stade Toulousain             | 3                            | La Comète et Simiot Bordeaux |   |            |            |  |  |       |       |
|  |                              |                              |                              |   |            |            |  |  |       |       |
|  |                              | Olympique Cettois            |                              |   |            |            |  |  |       |       |
|  | Olympique Cettois            |                              |                              |   |            |            |  |  |       |       |
|  |                              |                              |                              |   |            |            |  |  |       |       |
|  |                              |                              |                              |   |            |            |  |  |       |       |
|  |                              |                              |                              |   |            |            |  |  |       |       |

## Quarts de Final
| FC Barcelona | 7 - 0 | Casual SC                                                                                      |
| --- | ----- | ---------------------------------------------------------------------------------------------- |
| Steel Allack Apolinario · Reñé · Irízar, Amechazurra · Rositzky, Massana, Greenwell · Forns, Steel, Allack, Apolinario, Peris | [ 2 ] | Solà C. Comamala, Quirante Janer, A. Comamala, Ponsà Mensa, Tormo, C. Wallace, Llonch, Ramírez |

 Estadi Carrer Indústria, Barcelona
| RCD Espanyol | n.p.  | FC Espanya |
| ------------ | ----- | ---------- |
|              | [ 3 ] |            |

 Velòdrom Parc d'Sports, Barcelona
L'Espanya renuncià a participar-hi en protesta per la presència del Barcelona, que havia marxat de la Federació Catalana.
| La Comète et Simiot Bordeaux | 4 - 3 | Stade Toulousain |
| ---------------------------- | ----- | ---------------- |
|                              | [ 3 ] |                  |

 Bordeus
| Olympique Cettois | Classificat directe | Bye |
| ----------------- | ------------------- | --- |
|                   |                     |     |

## Semifinals
| FC Barcelona                                                                                                   | 1 - 3 | RCD Espanyol |
| --- | ----- | --- |
| Greenwell · Reñé · Irízar, Amechazurra · Rositzky, Massana, Bori · Forns, Allack, Steel, Apolinario, Greenwell | [ 4 ] | Darley Amechazurra (pp) A. Morales · Gibert · Carruana, S. Massana · Baonza, Hodge, Sampere · Barret, Darley, Harrisons, A. Morales, R. Morales |

El Barcelona jugà la segona meitat amb 10 jugadors per una agressió de Massana a Steel que li va impedir seguir jugant. El partit fou impugnat per alineació indeguda de tres jugadors anglesos de l'Espanyol, resultant classificat el Barcelona.
| La Comète et Simiot Bordeaux | Comète classificat | Olympique Cettois |
| ---------------------------- | ------------------ | ----------------- |
|                              | [ 3 ]              |                   |

 Stade Ponts-Jumeaux, Tolosa de Llenguadoc

## Final
| FC Barcelona | 7 - 2 | La Comète et Simiot Bordeaux                                                                        |
| --- | ----- | --------------------------------------------------------------------------------------------------- |
| Alcántara , Berdié , Forns , Allack , Massana · Reñé · Berrondo, Amechazurra · Rositzky, Massana, Greenwell · Forns, Allack, Berdié, Alcántara, Peris | [ 6 ] | ? · Noellen · Pepion, Cayre · Serre, Damazan, Donadieu · Sandowal, Rundge, Kieffer, Soulie, Dablanc |

| Campió de la Copa dels Pirineus 1913 |
| ------------------------------------ |
| FC Barcelona Quart títol             |